# Pathologisches Institut Königsberg
Das Pathologische Institut Königsberg bestand von 1865 bis 1944. Der Neubau des „Pathologisch-Pharmakologischen Instituts“ wurde 1890 bezogen und 1944 durch Kriegseinwirkung zerstört.

## Geschichte des Instituts
Erster Institutsleiter war Friedrich von Recklinghausen (1833–1910). In der Chirurgischen Klinik wurde ihm „ein mehr als bescheidener Raum für das neue Spezialfach eingerichtet“. Bis dahin war die „Pathologische Anatomie“ durch die Physiologen Hermann von Helmholtz (1821–1894) und Wilhelm von Waldeyer (1836–1921) vertreten.
Friedrich von Recklinghausen blieb nur ein Jahr in Königsberg. Nachfolger wurde Ernst Christian Neumann (1834–1918), Sohn des Physikers Franz Ernst Neumann (1798–1895). Er gründete über zwei Generationen bis zu seiner Emeritierung 1903 die Neumann-Schule der Hämatologie und, in der am 10. Oktober 1868 erstmals das Knochenmark als Blutbildungsorgan mit seiner pluripotenten Blutstammzelle beschrieben wurde.

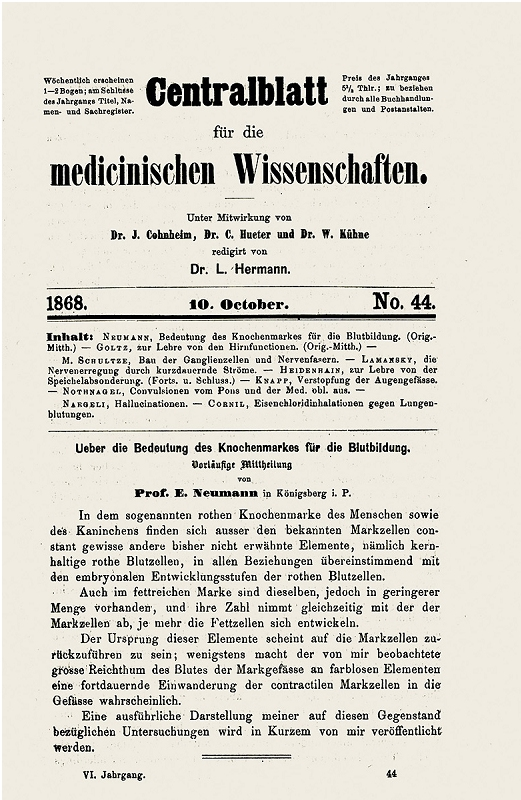
Erstveröffentlichung 1868: Knochenmark ist das Blutbildungorgan

Drei Tage nach der Erstveröffentlichung präzisierte Neumann als Institutsleiter im Helmholtz´schen Verein für wissenschaftliche Heilkunde seine Vorstellungen von der extrauterin vorhandenen, in sich regenerationsfähigen „Lymphoiden Markzelle“, der später (1912) von ihm umbenannten pluripotenten großlymphozytären Stammzelle:
Zu dem Ruf des Instituts trugen Max Askanazy (1865–1940), Paul von Baumgarten (1848–1928), Georg Rosenow (1886–1985) bei sowie weitere 54 Assistenten (54 Dissertationen), darunter Ludwig Pick (1868–1944).
Von den Wissenschaftlern des Instituts wurde von Anbeginn (vergl. Referat 13. Oktober 1868) die Hypothese aufgestellt, dass alle Blutzellen der verschiedenen Blutzellreihen von einer auch extrauterin sich ständig aus dem Knochenmarkparenchym entwickelnden pluripotenten Stammzelle abstammen (Unitarismus).
Die weiteren Institutsleiter waren Rudolf Beneke (1861–1946) von 1903 bis 1906, Friedrich Henke (1868–1943) von 1906 bis 1911, Carl Kaiserling (1862–1942) von 1913 bis 1935 und Karl Krauspe (1895–1965) von 1935 bis 1944. Sie setzten die Königsberger Schule der Hämatologie (Unitarismus) konsequent fort. Daneben bearbeiteten sie die Themenbereiche der Thrombose und Embolie (Beneke), Infektionskrankheiten Diphtherie, Appendicitis und der durch Streptokokken bedingten Tonsillitis (Henke) und die Königsberger-Haffkrankheit (Krauspe).

## Unitarismus - Dualismus – Streit
Ein europaweiter Meinungsstreit bezog sich auf die Entwicklung der Hämatopoetischen Stammzelle. Die Wissenschaftler am Königsberger Pathologischen Institut vertraten den "Unitarischen Standpunkt", der besagte, dass „sämtliche Formen derselben Leukozyten auf eine gemeinschaftliche, auch extrauterin stets vorhandene Stammzelle zurückzuführen“ sei. Diese Meinung wurde von Alexander Maximow in St. Petersburg, Max Askanazy, Genf sowie Artur Pappenheim, Berlin in der von ihm gegründeten „Berliner Hämatologischen Gesellschaft“ (1908) übernommen. Die Geschichte lief zugunsten des Nobelpreisträgers Paul Ehrlich (1854–1915), des Wiener Wilhelm Türk (1871–1916) und von Otto Naegeli (1871–1938) aus der Schweiz.
Zur Schlichtung des Streits wurde 1912 vom Königsberger Pathologischen Institut die Erforschung einer Reinkultur von Stammzellen vorgeschlagen: „Vielleicht wird eine endgültige Entscheidung erst möglich sein, wenn es gelungen sein wird, mit den farblosen Blutzellen dasselbe Experiment anzustellen, welches Robert Koch mit den Bakterien auszuführen lehrte, nämlich die einzelnen Zellen zu isolieren und ihre Lebensvorgänge [„in einer Reinkultur“] längere Zeit hindurch in vitro zu verfolgen.“.
Dazu war die Zeit noch nicht reif, so dass das Königsberger Pathologische Institut mit dem Ende der Berliner Hämatologischen Gesellschaft (1908), ganz besonders nach dem Ersten Weltkrieg, in Vergessenheit geriet.
Erst nach über 100 Jahren konnte die Existenz einer nach der Geburt sich stets regenerierenden Knochenmark-Stammzelle durch eine Züchtung von Stammzellen in einer Knochenmarkkultur bestätigt werden.

## Das Universitätsgebäude und seine Ausstattung

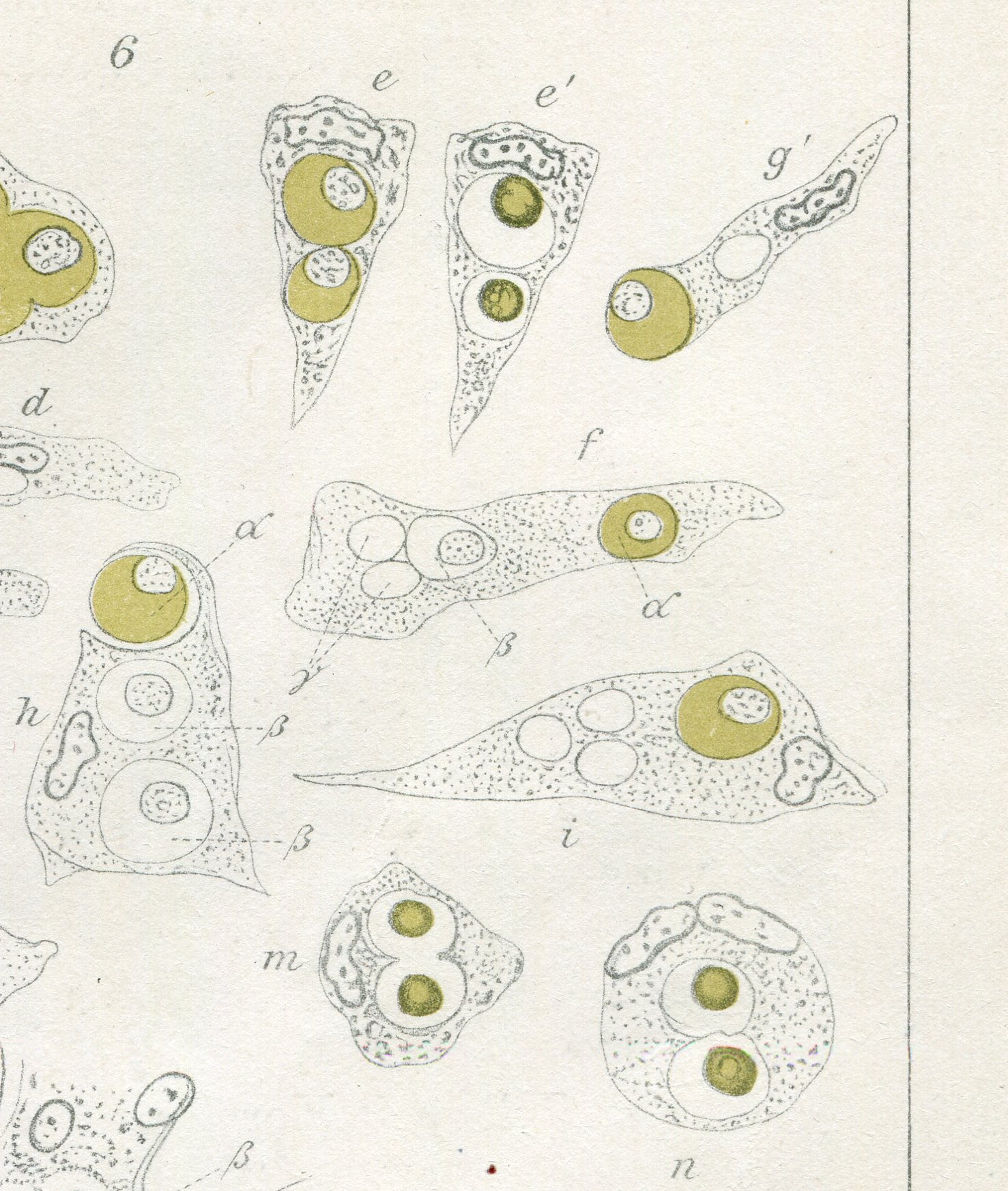
Hämatopoetische Stammzelle 1874 im Nativpräparat in der embryonalen Leber resp. im postembryonalen Knochenmark

1888 bis 1890 wurde ein Neubau für das Pharmakologische und das Pathologische Institut in der Kopernikusstraße 3-4 errichtet. Das Institut wurde mit einigen guten Mikroskopen ausgestattet. Das Nativpräparat wurde zur gängigsten Untersuchungsmethode. Mit einem Schraubstock ausgepresste Zellen des Knochenmarksaftes (bzw. des Saftes der embryonalen Leber) wurden sofort im lebenden Zustand mikroskopisch untersucht, denn nach Institutsmeinung veränderten chemische Einwirkungen (Farbe) die Zellkerne und das Zytoplasma.
Es sind Zeichnungen aus dem Jahr 1874 erhalten, in denen die Differenzierung von den Vorläuferzellen der Erythroblasten über junge kernhaltige rote Blutzellen dargestellt ist.
Carl Kaiserling stattete das Institut mit hochmoderner Technik aus, z. B. mit einem Gefriermikrotom, der Luminiszenz-Mikroskopie zur Untersuchung von Tuberkelbakterien. Auch wurden neueste Apparate für fotografische, mikro- und makroskopische Projektionen mit Spektrografie zum Thallium-Nachweis im Gewebe angeschafft.

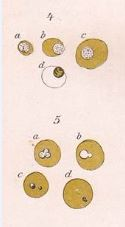
Erythrozytopoese: von der hämatopoetischen Vorläuferzelle zum Erythroblasten (Nativpräparat)

Rudolf Beneke baute 1903 einen neuen Demonstrationssaal aus, der zwei Obduktionstische besaß. Vor dem Zweiten Weltkrieg verschob man alle Anträge auf „bessere Zeiten“. „Die Zerstörung des Instituts durch einen Luftangriff am 31. August 1944 vernichtete einen großen Teil aller dort geleisteten Arbeit, insbesondere die wertvolle Präparatesammlung“.

## Erstveröffentlichungen aus dem Institut

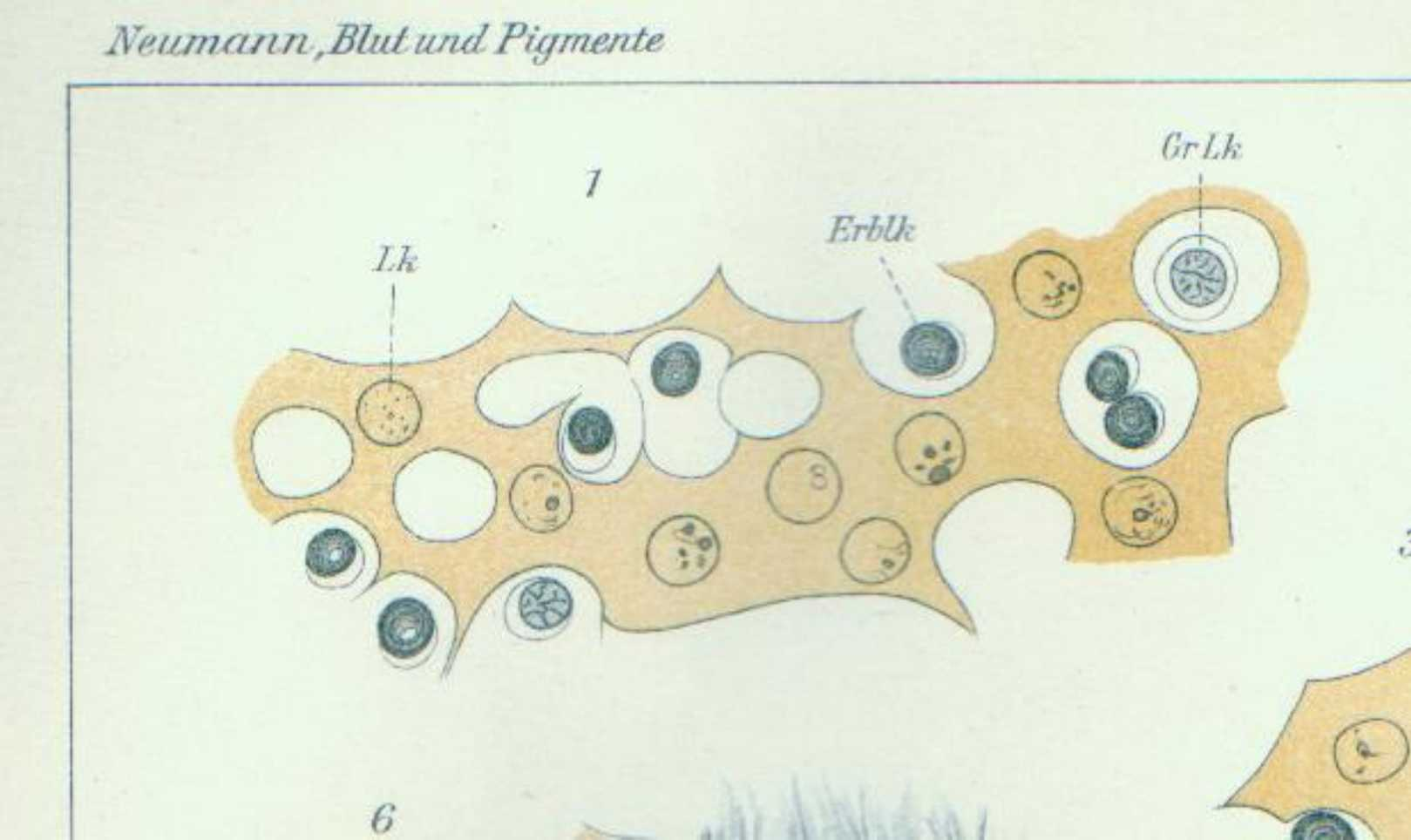
Die mesenchymale großlymphozytäre Stammzelle in der embryonalen Leber, resp. zeitlebens im Knochenmark

- 1868 Extrauterin existierende, in sich regenerationsfähige „Lymphoide Markzelle“ im Knochenmark bzw. Lymphoide Zelle in der embryonalen Leber für die Erythrozytopoese
- 1870 Knochenmarkbedingte "Myelogene Leukämie" mit „Charcot-Neumann-Leyden Kristallen“
- 1878 Leukozytopoese im Knochenmark bzw. der embryonalen Leber und Milz
- 1888 Extrahepatische Bilirubinbildung; Pathol. Ikterusformen - Physiologischer Ikterus neonatorum (N82, N83)
- 1888 Exklusionsgesetz der Hämoglobinabkömmlinge: "Hämosiderin" (Neumann) im lebenden Organismus, Hämatoidin als Pigmentsymbol der Nekrose (N82)
- 1890 Blutbildung im postpartal neugebildeten Knochenmark (N87) vergl. Unitarismus

Zu den Erstveröffentlichungen dürfen auch die zeichnerischen Darstellungen des 1869 von Ernst Neumann beschriebenen Nativpräparates gelten: Ohne chemische Zusätze wurde das ausgepresste Sekret, (meistens Knochenmarksaft) zwischen zwei feine Glasscheiben im Mikroskop begutachtet: Dabei beschrieb Neumann 1874 die "Lympoide Markzelle" (heutige Hämatogene Stammzelle) mit ihrem Übergang zum hämoglobinhaltigen noch kernhaltigen Erythrobasten in der embryonalen Leber resp. dem postembryonalen Knochenmark. Die weitere Abbildung zeigt die Erythrozytopoese nach der hämatopoetischen Stammzelle über die schon hämoglinhaltige Vorläuferzelle zum noch kernhaltigen Erythroblasten. Die 3. Nativpräparat-Abbildung mit der "Großlymphozytären Stammzelle" stammt aus dem Jahr 1914 mit besserer Auflösung. Hierbei interessiert die Nr. 4d: Dieser Zelle setzte Neumann Essigsäure hinzu, so dass die Zelle nicht mehr im "lebenden Zustand" beobachtet werden konnte und das Hämoglobin sich nicht darstellte. Für Neumann war dies der Beweis, dass man Entwicklungsprozesse an Zellen nur im Nativpräparat und ohne Farbstoffzusätze beobachten darf. Letztendlich führte diese Ansicht auch zur Durchsetzung des Unitarischen Standpunktes gegenüber dem Dualismus.
Weitere Ergebnisse aus dem Pathologischen Institut:
1. Die Erstbeschreibung der Histologie des Knochenmarkgewebes, darunter das „Neumann´ Gesetz der zentripetalen Entwicklungsrichtung der Fettmarksubstitution“
2. Die embryonale Blutbildung im Knochenmark, in der embryonalen Leber und Milz
3. Beiträge zur Perniziösen Anämie
4. "Fibrinoide Degeneration" und „Fibroblasten“ beim Entzündungsprozess (N74,1880 und N92,1896)
5. Beschreibung des "Pigments der braunen Lungeninduration" (N101,1900)
6. Erkennung der Regenerationsfähigkeit des Muskels (Neumann´ Muskelknospen"),
7. „Neumann´ Nervenentwicklungsgesetz“ (N103,1901): „Regeneration periferer Nerven nach Kontinuitätstrennung am Pathologischen Institut Königsberg“ (Buzmann 2003).
8. „Neumann´ Zahnscheiden“ (Neumann 1863)
9. "Neumann-Tumor" (kongenitale Epulis) (N50.1871.)